# Школьний Нестор Олександрович
Нестор Олександрович Школьний (1902, село Дігтярівка, тепер Новгород-Сіверського району Чернігівської області — 13 листопада 1969, село Дігтярівка Новгород-Сіверського району Чернігівської області) — український радянський діяч, голова колгоспу «Жовтень» села Дігтярівки Новгород-Сіверського району Чернігівської області. Герой Соціалістичної Праці (26.02.1958). Депутат Верховної Ради СРСР 2—3-го скликань.

## Життєпис
Народився в бідній селянській родині. Працював у власному сільському господарстві.
Одним із перших вступив до колгоспу села Дігтярівки. До 1932 року працював рядовим колгоспником, у 1932—1937 роках — бригадир рільничої бригади колгоспу «Жовтень» Новгород-Сіверського району.
У 1937 році рішенням загальних зборів колгоспників, як кращий бригадир колгоспу, був посланий на річні курси техніків-рільників в місто Глухів, які закінчив у 1938 році.
У 1938—1941 роках — голова колгоспу «Жовтень» села Дігтярівки Новгород-Сіверського району Чернігівської області. У 1938 році колгосп брав участь у всесоюзному конкурсі із вирощуванню конопель і посів перше місце та отримав перехідний Червоний прапор Наркомату землеробства СРСР. Через рік колгосп був учасником Всесоюзної сільськогосподарської виставки і отримав диплом 1-го ступеня.
Член ВКП(б) з 1939 року.
У 1941—1945 роках — в Червоній армії, учасник німецько-радянської війни. Служив стрільцем 6-ї стрілецької роти 1221-го стрілецького полку. Воював на Півночі: в Карелії, Мурманську, Норвегії. Демобілізувався в 1945 році.
У 1945—1964 роках — голова колгоспу «Жовтень» села Дігтярівки Новгород-Сіверського району Чернігівської області.
З 1964 року — персональний пенсіонер в селі Дігтярівка Новгород-Сіверського району Чернігівської області, де й помер і похований на сільському цвинтарі.

## Нагороди
- Герой Соціалістичної Праці (26.02.1958)
- орден Леніна (26.02.1958)
- два ордени Трудового Червоного Прапора (7.02.1939, 23.04.1952)
- медаль «За оборону Радянського Заполяр'я» (5.12.1944)
- медалі